# 스카이 뉴스

스카이 뉴스는 영국 BSkyB 계열의 뉴스채널이다.

## 연혁
- 1988년 6월 8일- 브리티쉬 아카데미 오프 필름 앤드 텔레비전 아트스로 개국.
- 1989년- 현재 이름이 됨.
- 2000년 3월- Sky News Active 런칭.
- 2011년- 마크 변경.

## 채널 번호

### 영국
- 스카이 UK-501번(SD/HD), 517번(SD)
- 톡톡 TV-505번
- 스몰월드 케이블-501번
- 버진 미디어-602번
- UPC 아일랜드-202번